# کره آلو
کَرهٔ آلو یا لِکوار پوره بسیار غلیظی از میوه خالص است که برای پر کردن کیک‌ها، شیرینی‌ها و بیسکویت‌ها به کار می‌رود. برای درست کردن لکوار معمولاً از آلو بخارا یا زردآلو استفاده می‌شود.
مربایی بودن کرهٔ آلو بخاطر اینست که به راحتی از میان خوردنی‌ها بیرون نزند.
اصل کره آلو از اروپای شرقی است.